# حدن (يريم)

تعديل مصدري - تعديل

حدن محلة تابعة لقرية العارضة، التابعة لعزلة خودان بمديرية يريم إحدى مديريات محافظة إب في الجمهورية اليمنية.، بلغ تعداد سكانها 59 حسب تعداد اليمن لعام 2004.